# جوزيف لويس (سياسي)
جوزيف لويس (بالفرنسية: Joseph-Dominique Louis)‏ (و. 1755 – 1837 م) هو سياسي، ودبلوماسي، وخبير مالي فرنسي، ولد في تول، توفي عن عمر يناهز 82 عاماً.

## مناصب
تولى منصب نائب فرنسي
- Peerage of France [الإنجليزية]‏

.

## جوائز
حصل على جوائز منها:

وسام الصليب الأكبر لجوقة الشرف